# Natasha Richardson
Natasha Jane Richardson (født 11. maj 1963, død 18. marts 2009) var en engelsk skuespiller, der især var kendt for teaterroller, men også medvirkede i en række film.

## Biografi
Natasha Richardson var datter af skuespilleren Vanessa Redgrave og instruktøren og produceren Tony Richardson. Hun medvirkede første gang i en film allerede som 4-årig, da hun havde en rolle i Den Lette Brigades angreb. Senere modtog hun undervisning i drama på Central School of Speech and Drama i London.
Hun fik sin første egentlige teaterrolle i 1984, og senere spillede hun blandt andet i Mågen af Anton Tjekhov. Blandt hendes mest berømmede teaterroller kan nævnes Sally i Cabaret og Blanche DuBois i Omstigning til Paradis, begge på Broadway i New York.
På film har Richardson blandt andet spillet med i filmatiseringen af Tjenerindens fortælling samt i Nell, hvor hun mødte sin anden mand, Liam Neeson. Parret blev gift i 1994 og fik to sønner. Hun døde af eftervirkningerne af et fald i forbindelse med et skiuheld i Canada.
Hun har også medvirket i Forældrefælden (The Parent Trap) fra 1998, hvor hun spillede mor til tvillinger.